# كريستوفر هيوز
كريستوفر هيوز (بالإنجليزية: Christopher Hughes)‏ هو دبلوماسي ومحامي وسياسي أمريكي، ولد في 11 فبراير 1786 في بالتيمور في الولايات المتحدة، وتوفي بنفس المكان في 18 سبتمبر 1849. حزبياً، نشط في الحزب الديمقراطي. وقد انتخب عضو مجلس النواب لولاية ماريلند.